# Pétros Voúlgaris
Pour les articles homonymes, voir Voúlgaris.
Pétros Voúlgaris (en grec moderne : Πέτρος Βούλγαρης) est un amiral et homme politique grec né en 1884 et décédé en 1957. Il est brièvement Premier ministre de Grèce d'avril à octobre 1945.
Il est l'homme de confiance du marchand d'armes Constantin Bodossakis.
Il est soupçonné d'avoir participé au coup d'État avorté de 1935. Il est alors démis de ses fonctions de commandant de l'aéronavale, des sous-marins et de l'Arsenal.
Durant l'Occupation de la Grèce par les puissances de l'Axe, il réussit à fuir la Grèce. Il est nommé ministre de l'aviation en mars 1943 au Caire.